# Runes of Magic
Runes of Magic (RoM) – gra komputerowa z gatunku MMORPG stworzona przez tajwańskie studio Runewaker Entertainment. Debiutancki produkt studia można pobrać bezpłatnie i grać bez wykupywania abonamentu. Gra jest wzorowana na świecie World of Warcraft i Ultima Online. W ostatnim czasie szczyci się ponad 5 milionami kont. Wydana została również w polskiej wersji językowej.

## Rozgrywka
Gra Runes of Magic polega głównie na wykonywaniu misji, za które otrzymujemy Punkty Doświadczenia, Punkty Talentu oraz złoto.
Po zdobyciu odpowiedniej puli Punktów Doświadczenia awansujemy na wyższy poziom, a za Punkty Talentu ulepszamy umiejętności, które nabywamy wchodząc na określony poziom. (Maksymalny poziom to 100). Misji jest bardzo dużo oraz są bardzo zróżnicowane – w grze przyjdzie nam zebrać różne przedmioty, pokonać danego przeciwnika, pomóc mieszkańcom pozbyć się zagrażającemu miastu potwora lub naprawić zepsute zbroje.
Niektóre trudniejsze misje wymagają pomocy innych graczy, którzy łączą się w maks. 6-osobową grupę lub nawet 36-osobowy rajd i wspólnie radzą sobie z problemem. W grze Runes of Magic bardzo rozwinięty jest także system zbierania surowców i przetwarzania ich na różne produkty, np. Alchemik po zebraniu odpowiednich ziół może przyrządzić z nich miksturę leczniczą, która pomoże mu w najbliższej walce.
Gracze mogą także brać udział w pojedynkach PvP, walczyć w grupach na tzw. "instancjach" gdzie znajdują się silniejsi przeciwnicy, ale również nagroda za ich pokonanie jest większa, wykonywać mini gierki, oraz bawić się na arenach z graczami z innych serwerów. Istnieje również możliwość tworzenia gildii i rekrutowania do nich graczy, którzy mogą dzięki temu brać udział w międzyserwerowych wojnach gildii.
Już od pierwszych chwil gry możemy zakupić lub otrzymać na wiele sposobów wierzchowca, albo nawet i kilka, a każdy może służyć do czego innego, bowiem różne wierzchowce mają różne możliwości.
W dalszym stadium gry warto zainteresować się zwierzątkami oraz zwierzątkami zodiaku, które mogą się stać naszymi wiernymi towarzyszami, a nawet wybawcami z niejednej opresji. Jednak, gdy walczą z nami musimy zadbać o ich odżywienie oraz bronić ich przed śmiercią, gdyż po śmierci mogą stać się wybredne.
Podczas walki możesz niechybnie zginąć, co skutkuje uszkodzeniem ekwipunku oraz otrzymaniem długu (kary), który zostaje zbijany wraz z normalnym wykonywaniem misji i pokonywaniem potworów. Gdy do tego dojdzie, możesz wskrzesić się w miejscu wskrzeszania lub poczekać, aż zostaniesz wskrzeszony przez kapłana, druida, czarnoksiężnika lub rycerza, którzy od razu zmniejszą przy tym procesie twój dług, w przeciwnym wypadku będziesz miał możliwość powrotu do miejsca śmierci i usunięcia swojego nagrobka.
Aby uniknąć śmierci warto walczyć z druidem lub kapłanem u boku, którzy nas mogą wyleczyć w dowolnej sytuacji, lub zabrać ze sobą duży zapas mikstur.
W Runes of Magic występuje co najmniej 12 walut: diamenty, rubiny (waluty premium), złoto, żetony Phiriusa (za misje dzienne), odznaki za zasługi dla gildii (z wojen gildii), pradawne pamiątki i dowody mitu (za szczególnie trudnych przeciwników), łuski Phiriusa, punkty honoru (za walki PvP), energia sprawiedliwości (za specjalne misje), odznaki wojownika i pieczęcie pionierów. Za większość z tych walut można otrzymać unikatowe przedmioty, niedostępne w inny sposób.
Po założeniu lub dołączeniu do gildii możesz wraz z pozostałymi jej członkami ulepszać gildię wpłacając na nią przeróżne przedmioty i surowce, aby w końcu zbudować wielki zamek, który może zapewniać wzmocnienia, gigantyczny skarbiec, możliwość ustawiania mebli, zmianę jego całego wyglądu, bądź samego budynku i muru, co przekłada się na lepsze zabezpieczenia podczas wojen.
Już od 1 poziomu gracz może udać się do pokojówki, w dowolnej części gigantycznego świata Taborei i zameldować się bezpłatnie w mieszkaniu, które później można rozbudować, umeblować według własnego pomysłu, lub nawet zatrudnić pomoc domową, która potrafi zapewnić potężne bonusy, mikstury i jedzenie.
Po zakupie przedmiotu z domu aukcyjnego, sklepu z przedmiotami lub otrzymaniu upominku musimy odwiedzić skrzynkę pocztową, bądź zakupić przenośną, abyśmy i my mogli przesyłać upominki, albo wiadomości innym graczom.
Aby nie walczyć samotnie możemy się ożenić, bądź zawrzeć stosunki między innymi graczami, które dają dane bonusy, rosnące wraz ze wzrostem poziomu, rosnącego podczas wspólnej walki.

## Dodatki do gry
Rozgrywkę Runes of Magic rozszerzają dodatki, które mogą być tworzone przez graczy znających język skryptowy Lua. Mogą one dodawać panele do łatwiejszej obsługi gry lub całkowicie zmieniać interfejs.